# Дезарг (місячний кратер)
Кратер Дезарг (лат. Desargues) — великий стародавній метеоритний кратер у північній приполярній області видимого боку Місяця. Назву кратеру присвоєно на честь французького геометра Жерара Дезарга (1591—1661) й затверджено Міжнародним астрономічним союзом у 1964 році. Утворення кратера відбулося у донектарському періоді.

## Опис кратера
Найближчими сусідами кратера є кратер Ліндблад на заході; кратер Бріаншон на північному заході; кратер Паскаль на півночі; кратер Понселе на північному сході; кратер Анаксімен на сході північному сході; кратер Карпентер на сході; кратер Анаксімандр на сході північному сході; кратер Піфагор на північному сході і кратер Кремона на південному заході. Селенографічні координати центра кратера 70°15′ пн. ш. 73°25′ зх. д. / 70.25° пн. ш. 73.42° зх. д., діаметр 84,9 км, глибина 2,51 км.
За час свого існування кратер зазнав значних руйнувань, форма його близька до циркулярної зі значним виступом у північно-східній частині і меншим виступом в південній частині. Обидва цих виступи є залишками стародавнішіх кратерів, залишки валів яких проглядаються у вигляді ланцюжка невисоких пагорбів. Вал згладжений, перекритий безліччю кратерів різного розміру. До південної частини валу прилягає сателітний кратер Дезарг M (див. нижче), до східної — пара сателітних кратерів Дезарг E і Дезарг B. Висота залишків валу над навколишньою місцевістю сягає 1390 м, окремі піки у південно-східній частині валу мають піднесення до 2360 м, об'єм кратера становить приблизно 6800 км³. Дно чаші відносно рівне, ймовірно переформоване заповненням кратера лавою або породами викинутими при формуванні сусідніх кратерів.
До отримання своєї назви у 1964 році кратер Дезарг носив назву Анаксімандр C.
Через своє розташування поблизу західного лімбу Місяця кратер при спостереженнях виглядає спотвореним, умови його спостереження залежать від лібрації Місяця.

## Сателітні кратери
| Дезарг | Координати                                                | Діаметр, км |
| ------ | --------------------------------------------------------- | ----------- |
| A      | 71°20′ пн. ш. 75°38′ зх. д. / 71.34° пн. ш. 75.64° зх. д. | 14,3        |
| B      | 70°40′ пн. ш. 65°21′ зх. д. / 70.67° пн. ш. 65.35° зх. д. | 48,6        |
| C      | 69°40′ пн. ш. 78°50′ зх. д. / 69.67° пн. ш. 78.83° зх. д. | 10,9        |
| D      | 69°22′ пн. ш. 70°05′ зх. д. / 69.37° пн. ш. 70.09° зх. д. | 11,2        |
| E      | 70°20′ пн. ш. 67°40′ зх. д. / 70.33° пн. ш. 67.66° зх. д. | 31,8        |
| K      | 68°31′ пн. ш. 67°41′ зх. д. / 68.52° пн. ш. 67.69° зх. д. | 9,2         |
| L      | 69°29′ пн. ш. 82°14′ зх. д. / 69.49° пн. ш. 82.23° зх. д. | 12,9        |
| M      | 68°25′ пн. ш. 74°25′ зх. д. / 68.42° пн. ш. 74.42° зх. д. | 27,5        |

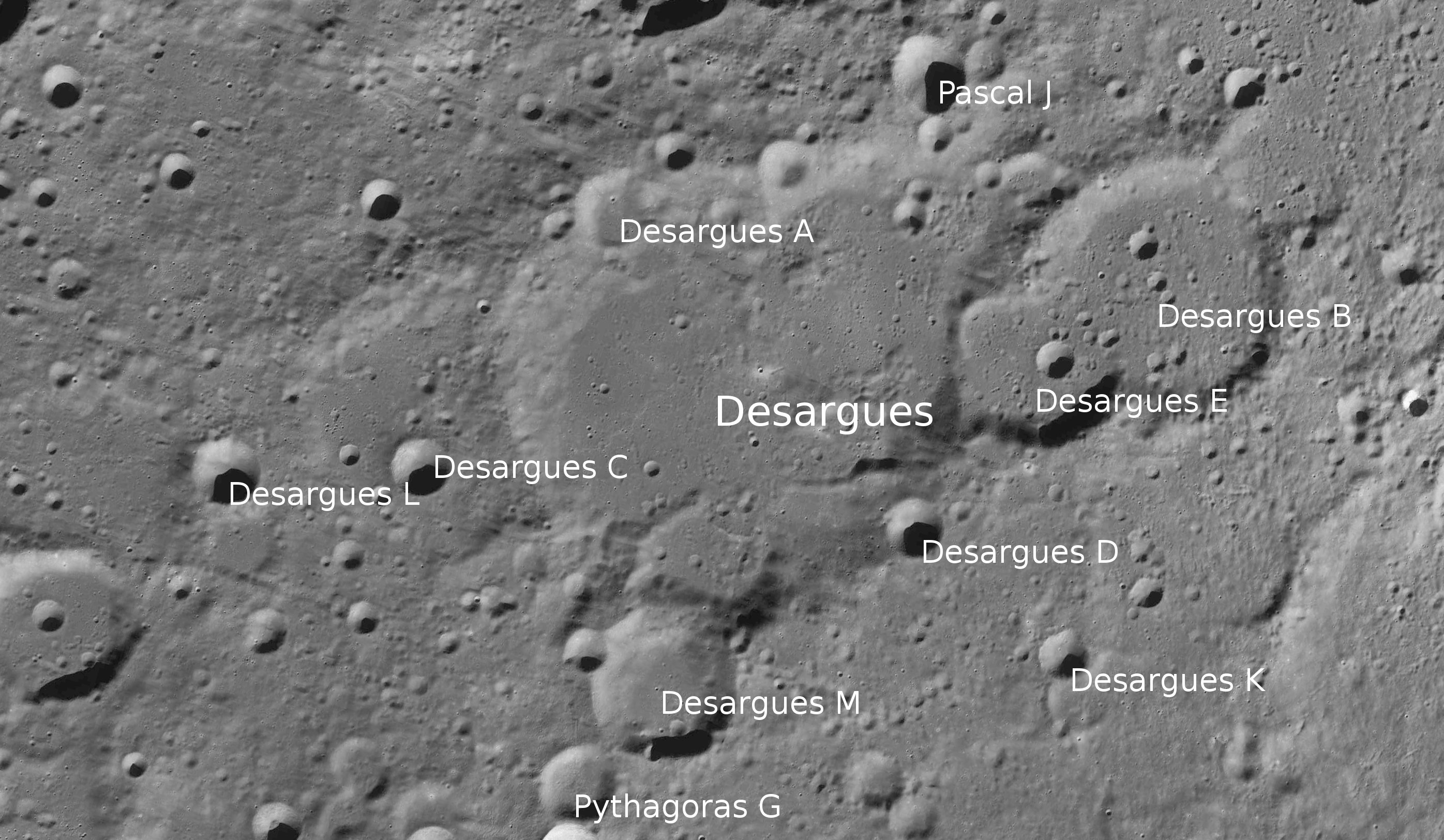
Світлина Lunar Reconnaissance Orbiter.

- Глибина сателітного кратера Дезарг E становить 2300 м, примітний чашоподібний кратер у його чаші має глибину близько 1000 м[5].
- Піднесення валу сателітного кратера Дезарг М сягає 2300 м[5].
- Утворення сателітного кратера Дезарг M відбулося у ранньоімбрійскому періоді[1].